# Ovidiu Dănănae
Ovidiu Dănănae (n. 26 august 1985, Craiova, România) este un fotbalist român retras din activitate, care a jucat pe post de fundaș lateral la echipe ca FCU Craiova, CSM Reșița și CSU Craiova. Pe plan internațional, are prezențe la națională pentru România. A jucat și pentru echipei naționale de fotbal a României pentru care a debutat la 12 august 2009, într-un meci amical împotriva Ungariei.

## Carieră
A debutat pentru Universitatea Craiova în Liga I pe 22 aprilie 2005 într-un meci terminat la egalitate împotriva echipei CFR Cluj.

## Titluri
- Câștigător al premiului Cel mai bun fundaș dreapta al campionatului desemnat de Gazeta Sporturilor în sezonul 2008-2009.[2]

| Sezon   | Club                  | Titlu   |
| ------- | --------------------- | ------- |
| 2005-06 | Universitatea Craiova | Liga II |